# 荒井優
荒井 優（あらい ゆたか、1975年（昭和50年）2月28日 - ）は、日本の政治家、教育者。立憲民主党所属の衆議院議員（2期）。東明館中学校・高等学校理事長、札幌慈恵学園副理事長・法人本部長、札幌新陽高等学校元校長。
父は、国家戦略担当大臣などを務めた元衆議院議員の荒井聰。

## 経歴
北海道札幌市で生まれる（東京都生まれとする報道もある）。神奈川県横浜市で育ち、小学校1年生から3年生までは父の外務省スリランカ大使館への出向の関係で、スリランカ日本人小学校で学んだ。小学校6年の時、北海道庁に出向した父に従い札幌市に転居。札幌市立三角山小学校卒業後、中高は再び神奈川県横浜市で育つ。
早稲田大学政治経済学部在学中の1995年には、長谷川岳が創設したYOSAKOIソーラン祭りの実行委員長（5代目）を務めた。卒業後、株式会社リクルートに入社、学び事業部に配属される。その後、ベンチャー企業、株式会社yosanet取締役を経て、2008年ソフトバンク株式会社に移り、社長室で孫正義の側近として仕えた。SBプレイヤーズ株式会社、株式会社エデュアス、株式会社さとふるの取締役も務めた。
2011年6月から、公益財団法人東日本大震災復興支援財団専務理事を兼務。この間、双葉郡教育復興ビジョン推進協議会委員として、福島県立ふたば未来学園高等学校の設立に関わった。

### 校長・理事長時代
2016年2月、父方の祖父が設立した札幌新陽高等学校の校長に就任し、2021年3月、赤司展子に後任を託すまで務めた。学校を運営する札幌慈恵学園の理事長である父が後任の校長を探していた時に、元参議院議員の鈴木寛に優を提案され、校長就任を請われた。当時、全国最年少の高等学校長を引き受けるにあたっては、藤原和博の勧めがあったと述懐している。校長としては、北海道初の女子硬式野球部の創設、オープンキャンパスの開催、探究コースの開設などの施策により、着任1年目で生徒数を2倍にした。また「ビリギャル」で知られる小林さやかをインターンとして雇い入れたことがある。
校長退任後も学校法人札幌慈恵学園 副理事長・法人本部長として学園経営に携わっている他、2019年7月から佐賀県の学校法人東明館学園理事長も務めている。
その他、情報経営イノベーション専門職大学客員教授、特定非営利活動法人キッズドアアドバイザー、株式会社シーラクンス 社外取締役、日米リーダーシップ・プログラム USJLP フェロー、公益財団法人 東京子ども図書館評議員を歴任した。

### 衆議院議員へ
2021年7月13日に開かれた立憲民主党常任幹事会で、引退した父・聰の地盤を引き継ぎ、衆議院北海道第3区（札幌市豊平区・白石区・清田区）総支部長として選任され、次期衆院選への出馬が決まった。同年10月31日、第49回衆議院議員総選挙執行。北海道3区は自由民主党の元職の高木宏壽が当選。立憲民主党は比例北海道ブロックで3議席を獲得。2番目の惜敗率（96.25％）だった荒井は比例復活により初当選した。
同年11月30日に行われた立憲民主党代表選挙では泉健太の推薦人に名を連ねた。
2024年10月15日、第50回衆議院議員総選挙が公示され、北海道3区からは荒井、自民党現職の高木、日本共産党新人の元札幌市議会議員の伊藤理智子、日本維新の会新人の元道議の鳥越良孝など計5人が立候補した。10月17日から18日にかけて各紙は序盤情勢を発表。読売新聞は「荒井と高木が互角の戦い」と報じ、日本経済新聞は「荒井と高木が横一線」と報じ、毎日新聞は「荒井がやや優勢」と報じた。10月23日、しんぶん赤旗は、自民党が裏金問題で非公認となった候補の所属支部にそれぞれ2000万円を支給していたことをスクープした。同紙の報道により終盤情勢は一変した。10月27日の投開票の結果、荒井が2期目の当選を果たした。自民党は前回選から比例北海道ブロックの獲得議席数を一つ減らし、3議席を獲得。単独1位の伊東良孝を除く2議席のうち、向山淳が2番目の惜敗率（84.909％）で当選した。3番目の惜敗率（82.976％）だった高木は議席を失った。

## 政策・主張

### 憲法
- 憲法改正について、2021年、2024年のアンケートで「反対」と回答[30][31]。
- 憲法9条への自衛隊の明記について、2021年、2024年のアンケートで「反対」と回答[30][31]。

### ジェンダー
- 選択的夫婦別姓制度の導入について、2021年、2024年のアンケートで「賛成」と回答[30][31]。
- 同性婚を可能とする法改正について、2021年、2024年のアンケートで「賛成」と回答[30][31]。
- 「LGBTなど性的少数者をめぐる理解増進法案を早期に成立させるべきか」との問題提起に対し、2021年の朝日新聞社のアンケートで「賛成」と回答[32]。
- クオータ制の導入について、2021年のNHKのアンケートで「どちらかといえば賛成」と回答[30]。2024年のNHKのアンケートで「賛成」と回答[31]。

### その他
- 「原子力発電への依存度について今後どうするべきか」との問題提起に対し、「下げるべき」と回答[30]。
- 新型コロナウイルス対策として、消費税率の一時的な引き下げは「必要」と回答[30]。

## 人物
- JR総連から組織推薦候補として支援を受けている[33]。
- 愛読書は『ローマ人の物語』[34]。

## 所属団体・議員連盟
- スポーツ議員連盟[35]

## 選挙
| 当落 | 選挙                   | 執行日         | 選挙区      | 政党       | 得票数     | 得票率 | 定数 | 得票順位 /候補者数 | 政党内比例順位 /政党当選者数 |
| ---- | ---------------------- | -------------- | ----------- | ---------- | ---------- | ------ | ---- | ------------------ | ---------------------------- |
| 比当 | 第49回衆議院議員総選挙 | 2021年10月31日 | 北海道第3区 | 立憲民主党 | 11万2535票 | 42.99% | 1    | 2/3                | 2/3                          |
| 当   | 第50回衆議院議員総選挙 | 2024年10月27日 | 北海道第3区 | 立憲民主党 | 10万136票  | 41.7%  | 1    | 1/5                | /                            |